# بيغل للطائرات
بيغل للطائرات المحدودة (بالإنجليزية: Beagle Aircraft)‏ هي شركة بريطانية سابقة، تأسست في 1960. كانت تصنع الطائرات الخفيفة، وكانت تملك مصانع تقع في ريرزبي (Rearsby) في ليسترشير وشوروم ساسكس، المملكة المتحدة. تم حل الشركة في عام 1969.